# Люманда
Лю́манда (эст. Lümanda), до 1977 года А́левику (эст. Aleviku) — деревня в волости Сааремаа уезда Сааремаа, Эстония.
До 2014 года входила в состав волости Люманда и была её административным центром. С 2014 года и до административной реформы местных самоуправлений Эстонии 2017 года входила в состав волости Ляэне-Сааре (упразднена).

## География и описание
Расположена на расстоянии 26 километров к западу от уездного и волостного центра — города Курессааре. Высота над уровнем моря — 18 метров.
На территории Люманда расположена часть природного заповедника Ланнасмаа.
Официальный язык — эстонский. Почтовые индексы: 93001, 93394 (до востребования).

## Население
По данным переписи населения 2011 года, в Люманда проживали 154 человека, из них 153 (99,4 %) — эстонцы.
По данным переписи населения 2021 года, в деревне насчитывалось 169 жителей, из них 167 (98,8 %) — эстонцы.
Численность населения деревни Люманда по данным переписей населения:
| Год  | 1959 | 1970  | 1979  | 1989  | 2000  | 2011  | 2021  |
| ---- | ---- | ----- | ----- | ----- | ----- | ----- | ----- |
| Чел. | 67   | ↗ 117 | ↗ 271 | ↗ 289 | ↘ 203 | ↘ 154 | ↗ 169 |

## История
В письменных источниках 1522 года упоминается мыза Lümmada, в 1782 году упоминается Lümmanda. На карте 1695 года указана мыза Lümmada и деревня Lümmada Bÿÿ. Мыза Люммада (нем. Lümmada, Люманда, эст. Lümmanda mõis), основанная в XVI веке, до Ливонской войны была центром небольшого ведомства Вяйке-Кихельконна, подчинявшегося Эзельскому епископу.  

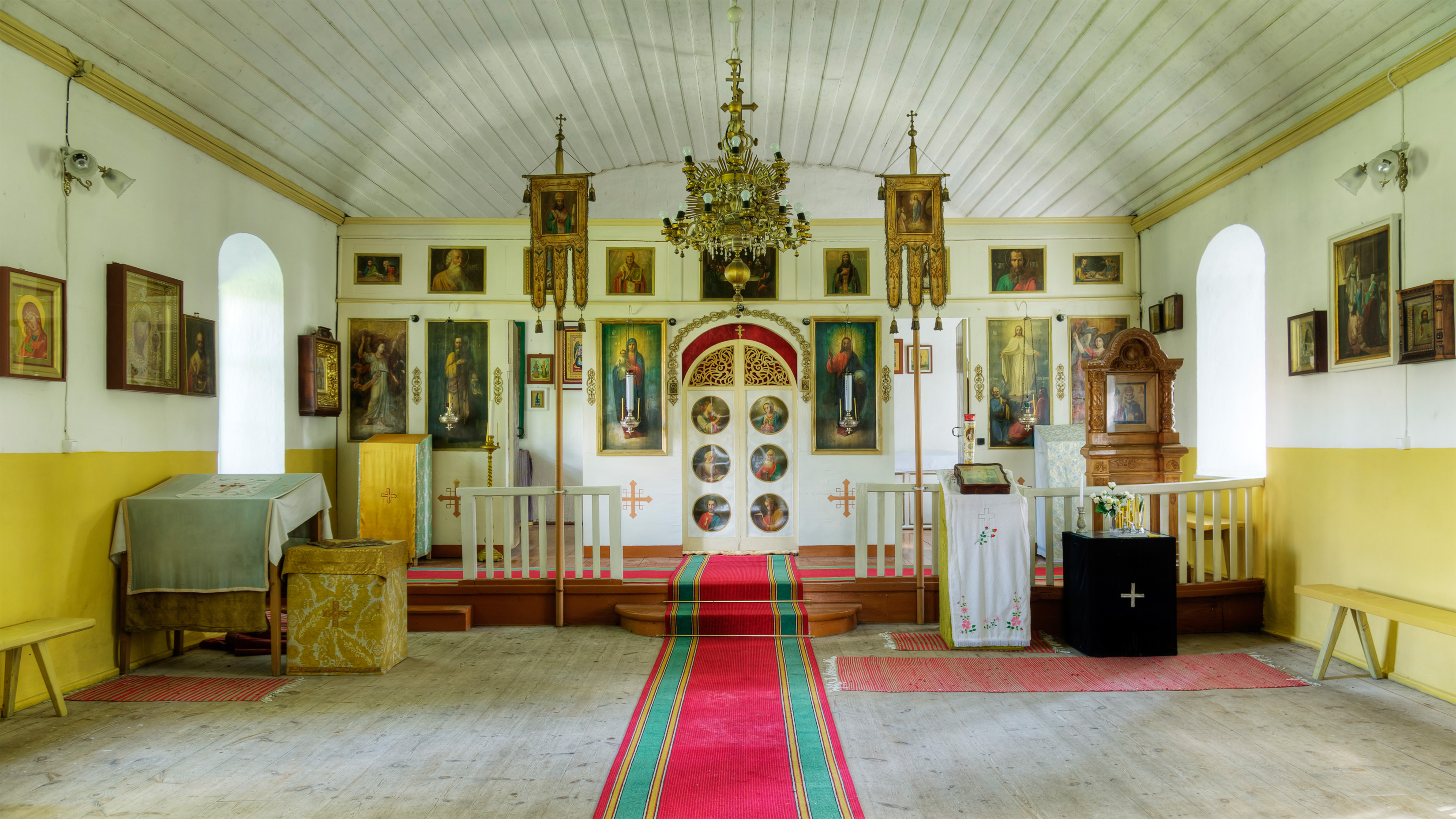
Интерьер церкви Люманда в 2012 году

В 1867 году в деревне была построена апостольская православная церковь Преображения Господня. Основанное в 1858 году и относящееся к церкви кладбище Люманда внесено в Государственный регистр памятников культуры Эстонии как .
В 1897 году в деревне была открыта школа. В 1922 году она была 6-классной, и в ней работали 6 учителей и обучалось 200 человек. При школе работал интернат, в котором жили 60—70 учеников. В 1961 году школа стала 8-классной.
В конце XIX века к северу от мызы, возле православной церкви, существовал посёлок  и стоял волостной дом. В 1920-х годах, после земельной реформы, на землях бывшей мызы сформировался населённый пункт Люманда, в списках 1923 года он упоминался как церковное поселение. В 1938 году это поселение получило название деревня Алевику, в 1939 году посёлок возле церкви стало называться деревней Пыллукюла (эст. Põlluküla). В 1977 году, в период кампании по укрупнению деревень, деревню Люманда сформировали путём объединения деревень Алевику, Пыллукюла, Кярду (эст. Kärdu, в 1997–2014 годах она снова была отдельной деревней) и Лийва (эст. Liiva, в 1900 году упоминается как Лива). В 1997 году Пыллукюла была отделена от Люманда, а в 2014 году снова объединена с ней, так как в границы формировавшейся новой волости Сааремаа попала другая одноимённая деревня.

Советский памятник на братской могиле павших во II мировой войне на кладбище Люманда. Демонтирован в 2023 году

В 1950 году на находящейся на территории деревни Люманда братской могиле советских воинов, павших в Великой Отечественной войне (исторический памятник с 1997 до 2023 года), был установлен памятник с надписью «Вечная слава героям, павшим в боях за свободу и независимость нашей Родины 1941—1945». В протоколе от 30 ноября 2022 года рабочая группа по советским памятникам при Госканцелярии Эстонии (РГСП) признала памятник «красным монументом», подлежащим замене на нейтральный. Останки перезахоронению не подлежат, так как могила находится на расположенном на территории деревни кладбище Люманда. Памятник был демонтирован весной 2023 года и заменён на т. н. «нейтральный» памятник с надписью на эстонском языке «Жертвы Второй мировой войны» (см. Список советских военных памятников Эстонии).

## Инфраструктура
По состоянию на 2023 год в деревне работали основная школа (в 2002/2003 учебном году 124 ученика, в 2009/2010 учебном году — 64), дом культуры, библиотека и магазин торговой сети «Coop». В 2023 году школа Люманда выпустила 11 девятиклассников.

## Комментарии
1. ↑  Эстонские топонимы, оканчивающиеся на -а, в русском языке не склоняются[6], а род получают по родовому слову, например, деревне присваивается женский род, хотя в эстонском языке нет категории рода.